# میزوکی اینو
میزوکی اینو (انگلیسی: Mizuki Inoue؛ زادهٔ ۱۹ اوت ۱۹۹۴) ورزشکار هنرهای رزمی ترکیبی و کاراته‌کا اهل ژاپن است. وی از سال ۲۰۱۰ میلادی تاکنون مشغول فعالیت بوده‌است.